# Нусі-Бе
Нусі-Бе (малаг. Nosy Be, [ˌnusʲ ˈbe], укр. Великий острів) — вулканічний острів та однойменний департамент регіону Діана, біля північно-західного узбережжя Мадагаскару.

## Історія
Острів Носи Бе вперше вийшов на арену історії Мадагаскару, коли король Радама I оголосив, що він має намір підкорити та об'єднати весь Мадагаскар. Цей план був в результаті досягнутий в 1837 році при королеві Ранавалуні I. Французи почали колонізацію острова з 1840 року, тут вони заснували форпост під назвою Гелл-Вілл (від імені французького адмірала де Гелла). У 1849 році рабство на острові було скасовано французами, це викликало обурення місцевих малагасійських рабовласників, які об'єдналися і підняли повстання проти французької адміністрації.

## Географія

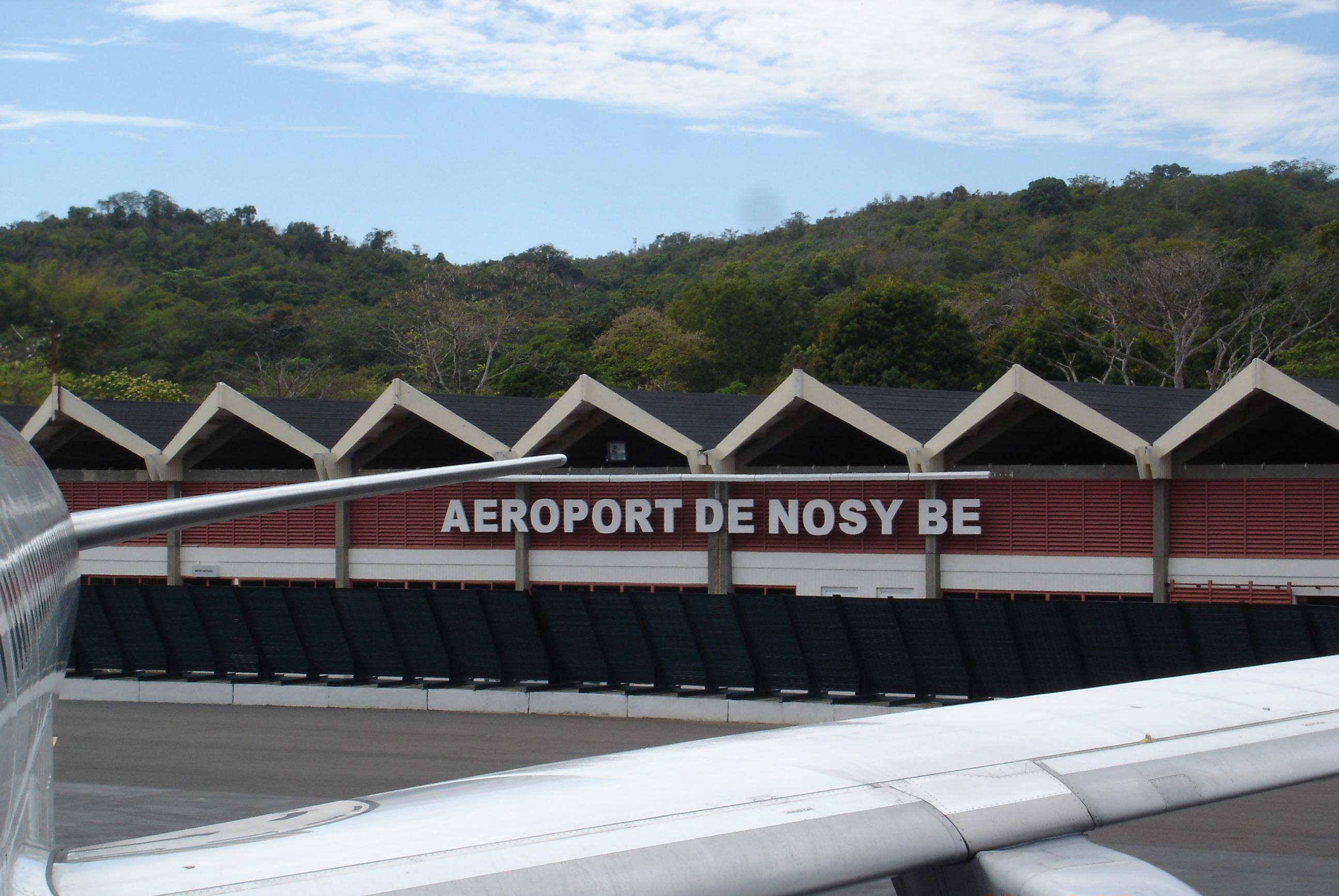
Аеропорт на Носи Бе

Острів, який виник в результаті вулканічної діяльності кількох вулканів, розташований у затоці Ампасіндава Мозамбіцької протоки, в районі північно-західного узбережжя Мадагаскару, за 11 км на захід від півострова Амбату острова Мадагаскар і належить до регіону Діана і адміністративно має статус департаменту цього регіону.
Острів має площу 325 км², при довжині (з півночі на південь) — 26 км, та максимальній ширині до 20 км. Його населення станом на 2013 рік становило 73 010 осіб, з них майже половина проживає в адміністративному центрі департаменту Носи Бе — Гелл-Вілл (малаг. Андоани) (39 500 осіб, 2013). Найбільша висота, конус вулкана Локобе — 455 м, є найвищою точкою острова(13°24′28.16″ пд. ш. 48°18′52.28″ сх. д. / 13.4078222° пд. ш. 48.3145222° сх. д.). Другою за висотою вершиною острова є вулкан Пассот — 329 м, (13°19′19″ пд. ш. 48°13′44″ сх. д. / 13.32194° пд. ш. 48.22889° сх. д.), на схилах якого розташовано одинадцять озер вулканічного походження, найбільше з яких — Ампарігібемер.

### Клімат
Носи Бе має тропічний клімат. Найбільш вологим є літо (грудень, січень, лютий). Масив Тсаратанана острова Мадагаскар, частково захищає острів від сильних північно-східних вітрів, що впливають на регіон в серпні або під час тропічної депресії.
| Клімат Носи Бе                                | Клімат Носи Бе | Клімат Носи Бе | Клімат Носи Бе | Клімат Носи Бе | Клімат Носи Бе | Клімат Носи Бе | Клімат Носи Бе | Клімат Носи Бе | Клімат Носи Бе | Клімат Носи Бе | Клімат Носи Бе | Клімат Носи Бе | Клімат Носи Бе |
| Показник                                      | Січ.           | Лют.           | Бер.           | Квіт.          | Трав.          | Черв.          | Лип.           | Серп.          | Вер.           | Жовт.          | Лист.          | Груд.          | Рік            |
| Середній максимум, °C                         | 31,1           | 31,1           | 31,8           | 32,0           | 31,2           | 30,0           | 29,6           | 29,9           | 31,0           | 32,0           | 32,0           | 31,5           | 31,1           |
| Середня температура, °C                       | 26,2           | 26,3           | 27,6           | 26,5           | 25,2           | 23,1           | 22,3           | 23,3           | 24,4           | 25,7           | 26,4           | 26,5           | 25,3           |
| Середній мінімум, °C                          | 22,6           | 22,8           | 22,8           | 22,4           | 20,9           | 19,0           | 18,0           | 17,8           | 19,1           | 20,8           | 22,0           | 22,5           | 20,9           |
| Середня кількість сонячних годин на місяць    | 187,0          | 171,2          | 224,0          | 245,0          | 271,3          | 248,9          | 263,7          | 284,9          | 277,6          | 281,1          | 249,1          | 219,7          | 2923,5         |
| Норма опадів, мм                              | 518.5          | 435.9          | 294.7          | 156.5          | 61.1           | 44.3           | 37.4           | 36.2           | 39.3           | 84.6           | 148.1          | 371.6          | 2228.2         |
| Днів з дощем                                  | 21             | 20             | 18             | 12             | 6              | 6              | 5              | 5              | 6              | 7              | 13             | 18             | 137            |
| --------------------------------------------- | -------------- | -------------- | -------------- | -------------- | -------------- | -------------- | -------------- | -------------- | -------------- | -------------- | -------------- | -------------- | -------------- |
| Джерело: Всесвітня метеорологічна організація |                |                |                |                |                |                |                |                |                |                |                |                |                |

### Туризм
До проголошення незалежності Мадагаскару 26 червня 1960 року, економіка острова була заснована на сільському господарстві. Починаючи з 1960 року, на Носи Бе починає поступово розвиватися туризм. Проте, станом на 2011 рік, відсутність інфраструктури (дороги, водопостачання), попри відкриття нових готелів у 2010 і 2011 роках рівень туризму залишався доволі низьким, що викликає низьке заповнення готелів.

## Галерея

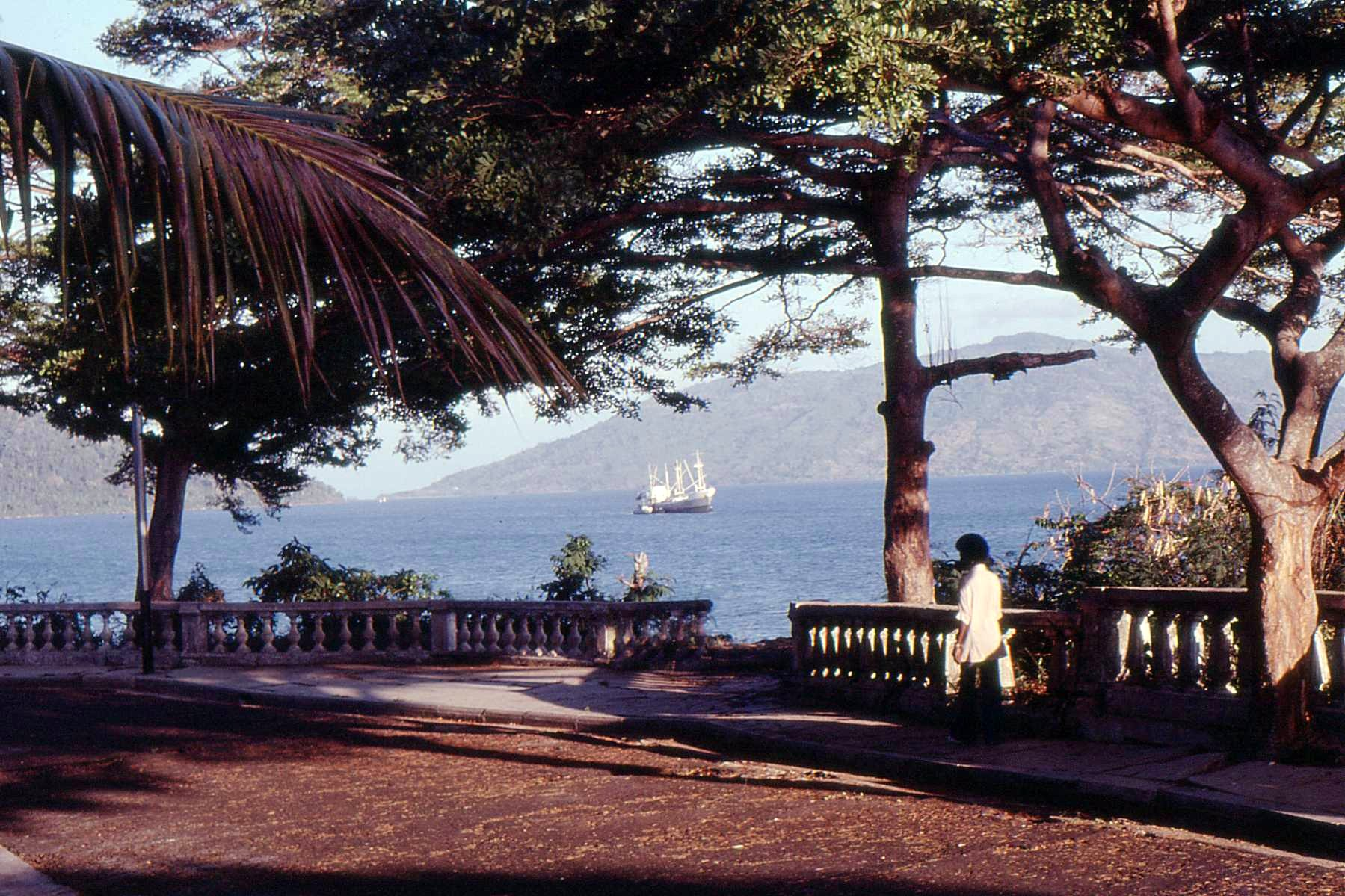
Набережна Андоани
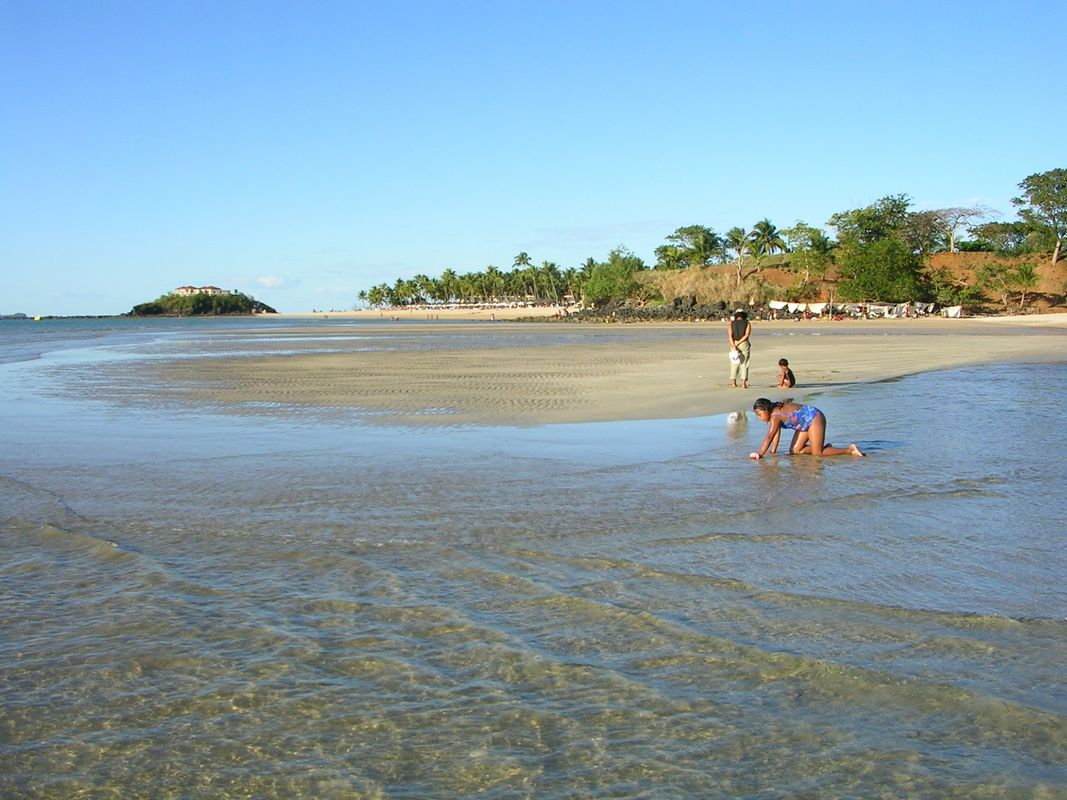
Пляж
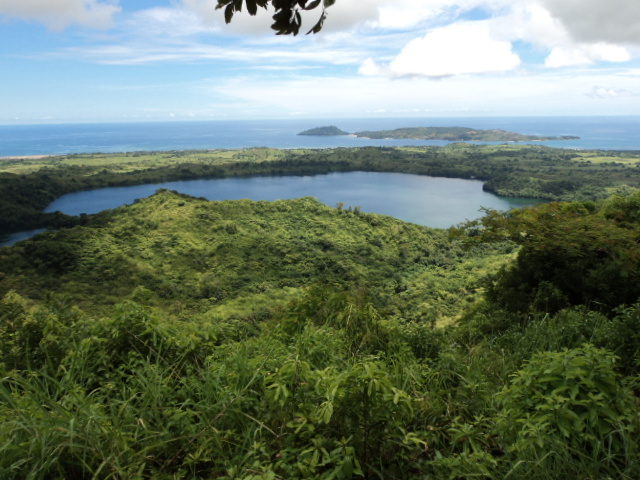
Вулкан Пассот та озеро
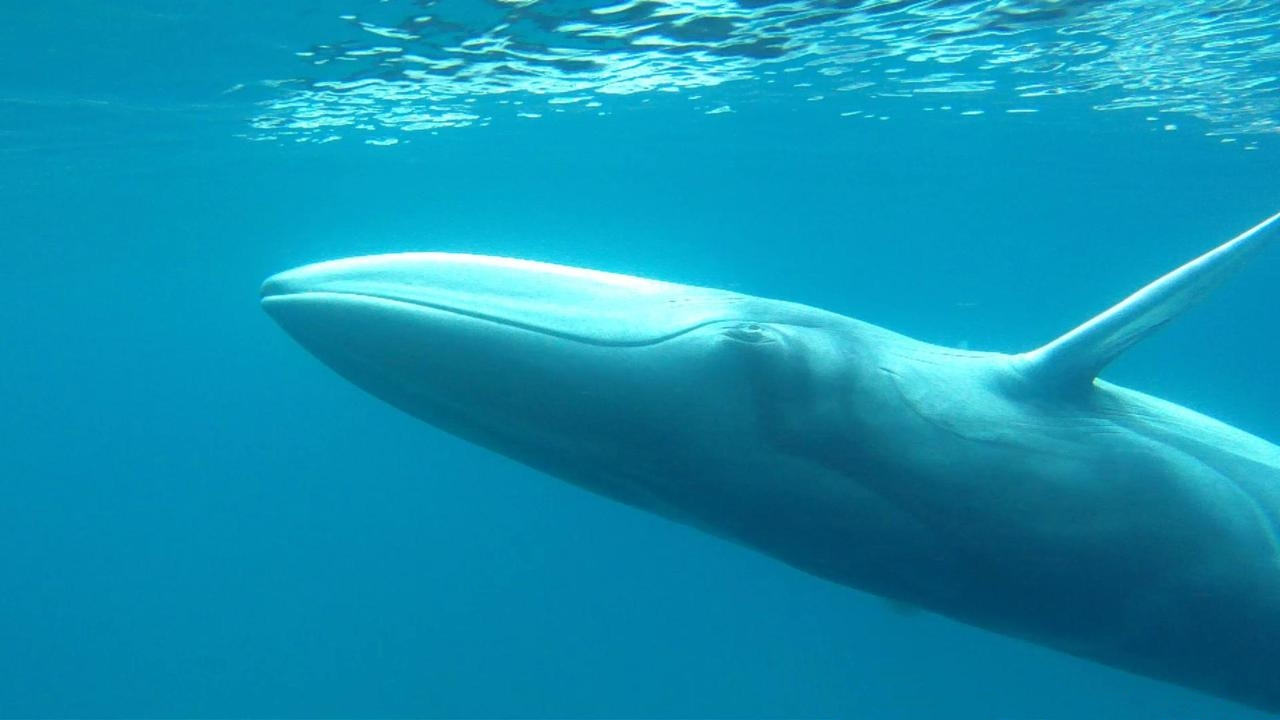
Кит Смугач